# Châu Lê Phước Vĩnh
Châu Lê Phước Vĩnh (ur. 22 czerwca 1985, 5 maja 1985 lub 19 sierpnia 1985) – wietnamski piłkarz grający na pozycji obrońcy w Đà Nẵng FC.

## Kariera klubowa
Od 2005 gra w obecnym klubie. W 2009 i 2012 został mistrzem kraju, w 2013 wywalczył wicemistrzostwo oraz dotarł wraz z klubem do finału pucharu kraju.

## Kariera reprezentacyjna
Od 2012 gra w reprezentacji Wietnamu.